# 暁星国際学園仮処分請求事件
暁星国際学園仮処分請求事件（ぎょうせいこくさいがくえんかりしょぶんせいきゅうじけん）とは、私立学校が労働組合役員に対して起こした仮処分命令申立て事件である。

## 概要
2012年（平成24年）3月、暁星国際学園（理事長 田川茂）は、第二子妊娠が判明していた中学・高校部（校長 理事長兼務）勤務の女性教諭に対して、(1)前回の育児休暇から復帰して間もなく妊娠したことは迷惑であり、(2)出産期にある女性を雇用することは学校にとって大きな負担である等の女性差別攻撃と退職強要を執拗に加え、幼稚園部事務職への配転を命じたが、教諭はこれを不当配転であると主張して労働審判の申し立てを行った。これについては、学園側も言動に行き過ぎがあったことを認め、学園が解決金を支払うことで調停が成立した。しかしながら、学園は申立人に協力した17名の教員に対して個人面談を強要するなどの圧迫を行い、これら執拗な攻撃に危機感を抱いた教員らは、学園側の経営方針の改善と健全な職場環境の獲得のため労働組合を結成する。
これに対して学園は、労働組合の中心的なメンバーに対し、減給や配置転換などの懲戒処分を行い、さらに同年12月には、労働組合三役を債務者とする仮処分命令を千葉地裁木更津支部に申立てた。申し立ての趣旨は、(1)組合は、学園がセクハラ・パワハラを行ったこと、違法なことを行ったと指摘してはならない、(2)学園の周辺地域でビラ配布等の凱旋活動をしてはならないというものであり、申立ての理由としては、労働組合設立趣意書を作成して学園側に交付した行為をもって学園の業務遂行権が侵害されるということであった。労働組合が、学園側のわずかな違法行為に付け込んで金銭的な利益を得ようとする総会屋のようなものであり、組合が設立したからには様々な情宣活動によって学園の名誉が毀損され生徒も減り事業が立ちいかなくなるというのである。仮処分申立書には、学園理事長ら個人が原告となる名誉毀損等の本案訴訟を予定しているとも記載され、債務者となった労働組合三役に対してその控えを交付した。
この仮処分提起に加えて、学園は、組合壊滅に向けてありとあらゆる過酷で卑劣な攻撃を加えてきた。前述した一時金減額等処分の他にも、一部の教職員をして第二組合を結成させたり、一部の保護者を取り込んでの執拗な誹謗中傷、不誠実きわまりない団体交渉を行ったのである。
これに対し、組合員側は答弁書を作成した。答弁書では、(1)申立ての趣旨が抽象的で、(2)組合の設立により業務遂行権が侵害されるというのは端的に組合敵視政策を宣言しているようなものであって、(3)学園の主張する業務遂行権侵害の因果経過は被害妄想であるし、(4)そのようなことのために組合役員らに応訴の負担を負わせるのは「スラップ訴訟」であり、それ自体が不当労働行為であると主張された。そして、組合は学園に仮処分請求を取り下げるように勧告・指揮すること、仮に取り下げないならば速やかに棄却することを求めて千葉地裁木更津支部に提訴した。

## 裁判
同年12月28日に千葉地裁木更津支部で第一回審尋が開かれた。裁判所は学園に申し立ての取り下げを迫ったものの、学園はこれに応じなかった。
翌2013年（平成25年）に、本件は合議係に回付され、1月24日に第二回審尋が開かれた。そして、この日をもって、債権者である学園は申し立てを取り下げた。さらに、裁判長が、組合側に対してこれまで違法な活動はしていないしこれからも違法な活動をするつもりがないことを確認し、学園に対しては以後労働組合に対して誠実に対応すること、学園代理人弁護士に対しては、学園の誠実な対応のために法的助言をすることを確認した。この内容は、審尋調書に明記されることとなり、学園ならびに代理人弁護士にとって屈辱的ともいえる前代未聞の決着となった。
しかしながら、同年2月に学園は、組合の書記長であり結成の中心メンバーである教諭を諭旨解雇するとともに、組合員である高校部教諭を配転した。特に書記長に対する解雇は組合に対する報復措置であることが明白なものであり、他方、配転事案は幼稚園部の一つである新浦安幼稚園（園長 三根谷薫）の事務員に配転するという屈辱的な処遇を強いるものであった。
これに対して、両教諭は解雇および配転の無効確認等を求める仮処分請求を行う。同年7月23日に開かれた第七回審尋において、当該事件に関する裁判上の和解が成立した。一方、組合員らに対する一時金の不利益取り扱い等はその後の交渉に委ねられることとなり、同年8月29日に学園と組合間で締結された確認書をもって終了した。

## その他
当該事件は4名の弁護士により担当された事件であるが、答弁書をまとめるなどなかでも中心的な役割を果たした1名の弁護士は、組合員らの仮処分申し立て最中の2013年5月に急逝した。